# Лукойл-Волгограднефтепереработка
«ЛУКОЙЛ-Волгограднефтепереработка» — предприятие топливно-масляного профиля в Волгограде, введёно в строй 21 декабря 1957 года — получение первого бензина, входит в состав ПАО «ЛУКОЙЛ» с начала 1990-х годов.
Завод перерабатывает смесь малосернистых западносибирских и нижневолжских нефтей. Нефть поступает по нефтепроводу Самара — Тихорецк. Готовая продукция отгружается железнодорожным, речным и автомобильным транспортом. Основным регионом поставки нефтепродуктов является Южный федеральный округ, часть продукции отгружается на экспорт. По данным на 2015 год, объём переработки нефти составил 12,6 млн т, при мощности завода 15,7 млн т/год; индекс сложности Нельсона — 5,4.

## История завода

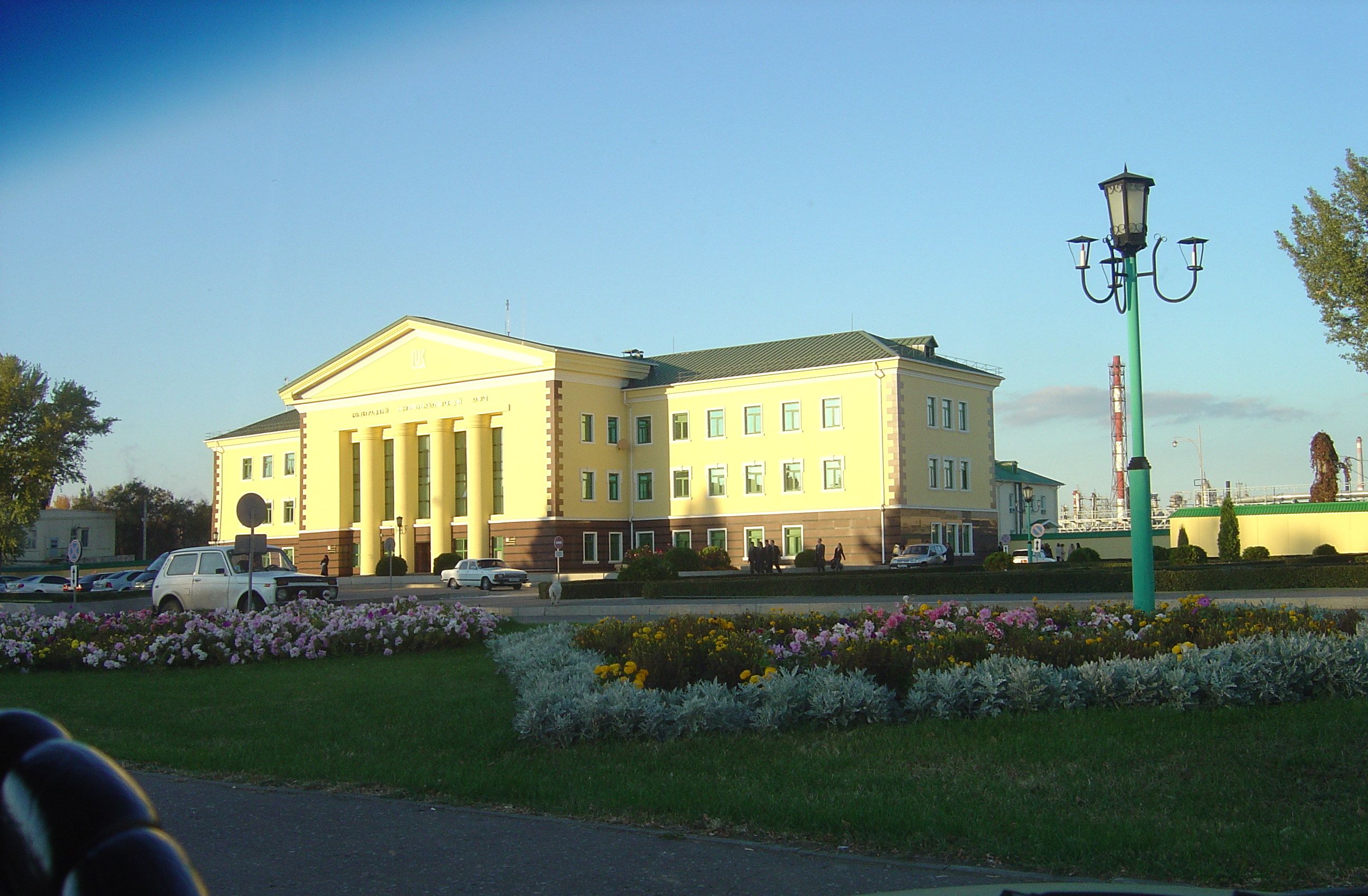
Заводоуправление

В феврале 1952 года в южной части Сталинграда появились первые передвижные домики строителей. 5 декабря 1957 года на завод по нефтепроводу Жирновск — Сталинград — НПЗ бригада старшего оператора Анатолия Лукича Новгородского приняла нефть. С 20 на 21 декабря на стыке смен старших операторов Анатолия Алексеевича Сизова и Петра Дмитриевича Атаманенко была отобрана первая порция прямогонного бензина на установке ЭЛОУ-АВТ-4. Именно 21 декабря 1957 года считается датой рождения завода.
В период с 1958 по 1965 годы на заводе идёт активный процесс наращивания мощности и расширения ассортимента выпускаемой продукции. Происходит введение в строй второй очереди ЭЛОУ-АВТ, термических крекингов, битумной установки, ввод в действие установок по производству смазочных масел, установок по производству присадок, нефтяного кокса. Также развитие маслоблока, ввод в действие установок деасфальтизации, селективной очистки масел фенолом, процесса Дуосол.
В 1966—1970 годы начата эксплуатация самой крупной установки ЭЛОУ-АВТ-6, бензинового и бензольного риформинга, гидроочистки керосина, установки замедленного коксования.
С 1971 по 1985 годы на Волгоградском НПЗ появились установки деасфальтизации, гидроочистки масел, селективной очистки масел фурфуролом, карбамидной депарафинизации дизельного топлива и производства присадок ВНИИНП-370, ДФ-11, ЭФО, АЗНИИ-ЦИАТИМ-1.
В 1988 году на заводе был принят в эксплуатацию комплекс КМ-3, на котором началось производство высокоиндексных низкозастывающих гидравлических и авиационных масел. На комплексе отрабатываются самые современные гидрокаталитические технологии производства масел, являющиеся уникальными в отрасли в целом.
В начале 1990-х завод входит в группу «ЛУКОЙЛ».
1994 год. Реконструированы установки первичной переработки нефти и бензинового риформинга.
В период с 1995 по 2001 годы заработала установка ЭЛИН (точечного налива), автоматическая станция смешения бензинов, установки гидроочистки дизельного топлива и производства серы, были приняты в эксплуатацию новые компрессорные станции и линии розлива масел.
В 2004 году реконструированы установки вторичной переработки бензина и риформинга. Это позволило в два раза сократить применение высокооктановых добавок при производстве бензинов.
В 2005 на заводе заработала первая очередь установки прокалки кокса мощностью 100 тысяч тонн в год.
В 2006—2009 годах вводятся в эксплуатацию: установка каталитического риформинга мощностью миллион тонн в год, установка изомеризации бензиновых фракций мощностью по продукции 370 тыс. т/год, что позволило производить 100 % высокооктановых бензинов по стандарту Евро-3, автоматизированная станция смешения автобензинов (АССБ) и введён в эксплуатацию после реконструкции вакуумный блок установки АВТ-6.
В 2009 году введены в эксплуатацию установки производства инертного газа и рекуперации паров на наливной эстакаде. Под маркой ЭКТО начато производство дизельного топлива.
В 2010—2013 годах введены в эксплуатацию: блок концентрирования водорода и выполнена модернизация гидроочистки дизельного топлива, новая установка замедленного коксования мощностью 1 млн т/год, установка гидроочистки дизельного топлива мощностью 3 млн т/год, внедрена система улучшенного управления на установке изомеризации, позволяющая увеличить выход товарной продукции; вторая нитка установки прокаливания кокса с увеличением мощностей по прокаливанию до 280 тыс. т/год, а также линия фасовки масел в 216,5-литровые бочки; внедрена автоматическая линия АСУ «Склад» фасовки масел в 1,4,5-литровые канистры.
25 июня 2015 года в эксплуатацию введена установка первичной переработки нефти (ЭЛОУ-АВТ-1), мощность установки составляет 6 млн т нефти в год. В отличие от остальных АВТ, эта установка снабжена блоками стабилизации и вторичной ректификации бензина, что позволяет сразу получить компоненты сжиженных газов и высокооктанового бензина. Пуск ЭЛОУ-АВТ-1 повысит эффективность переработки нефти и увеличит мощность Волгоградского НПЗ до 14,5 млн т нефти в год.
31 мая 2016 года в эксплуатацию введён комплекс глубокой переработки нефти на базе гидрокрекинга вакуумного газойля мощностью 3,5 млн т в год. Установка даёт возможность из тяжёлых остатков производить дизельное топливо категории Евро-5. Реализация проекта позволит увеличить на 1,8 млн т/год производство ДТ класса Евро-5, на 0,6 млн т/год — компонентов автомобильного бензина и на 0,1 млн т/год — сжиженного газа.
В 2017 году выручка от продаж составила 330 658 млн рублей, в 2018 году этот показатель вырос — 460 531 млн рублей. Прирост выручки составил 31%. Чистая прибыль после уплаты налогов — 20 596 млн рублей. В 2019 году выручка компании — 456 424 млн рублей. По выручке компания занимает второе место среди 480 предприятий в отрасли.
В ходе российского вторжения в Украину в ночь на 3 февраля 2024 года подвергся атаке украинских беспилотников, в результате чего на заводе возник пожар. Вночь на 11 мая 2024 года, около 03:45, ударными беспилотниками снова атакован Волгоградский нефтеперерабатывающий завод. На заводе получили повреждения установки первичной переработки нефти АВТ-1 и АВТ-6. В то же время повреждение получил кабель управления воздушными холодильниками, в результате чего отключенными оказались 7 из них. Также повреждена дымовая труба печи П-1. 
15 февраля 2025 года Волгоградскую область атаковали около 17 неизвестных БПЛА, целью которых был в том числе и НПЗ.
13 августа 2025 года, ночью, беспилотниками атакован Красноармейский район Волгограда, в котором расположен НПЗ «Лукойл-Волгограднефтепереработка».